# Emiliano De Juliis
Emiliano De Juliis (Penne, 8 febbraio 1971) è un allenatore di calcio ed ex calciatore italiano, di ruolo centrocampista.

## Carriera
Nella stagione 1992-1993 ha giocato 15 partite in Serie A con la maglia del Pescara.
Nella stagione 2013-2014 ha assunto il ruolo di osservatore per l'Atalanta.